# Crims a Barcelona. La caiguda
Crims a Barcelona. La caiguda (títol original en alemany, Der Barcelona-Krimi: Absturz) és un telefilm alemany de temàtica criminal del 2023 dirigit per Andreas Herzog. És la vuitena entrega a la saga de pel·lícules policíaques de l'ARD Crims a Barcelona, amb Clemens Schick i Anne Schäfer en els papers principals. La primera emissió va tenir lloc el 7 de desembre de 2023 com a part de la franja dedicada a la ficció criminal dels dijous en horari de màxima audiència del canal Das Erste. S'ha doblat al català per a TV3, que va emetre-la el 25 de maig de 2025.

## Trama
En plena festa de retrobament d'una colla de cinc amics de joventut, es queden a les fosques i, quan torna la llum, apareix el cadàver d'un d'ells. La investigació del crim portarà el comissari Bonet, que també era a la festa, i la comandanta Valent pels viaranys d'una trama sòrdida de fotos anònimes, negocis bruts, comptes pendents i venjances que diuen molt poc de l'amistat entre tots ells.

## Producció
El rodatge de La caiguda, sota el títol provisional de Tanzende Puppen, va tenir lloc a Barcelona del 14 de març de 2023 a l'11 de maig de 2023, juntament amb el telefilm anterior Silenciades.